# Megasisma
Un megasisma, o megaterremoto, è un evento sismico di eccezionale violenza, con una magnitudo generalmente superiore a 8,5. La definizione di megaterremoto è rivolta genericamente ai terremoti più disastrosi avvenuti nel corso della storia umana, che avvengono solitamente nei pressi della cintura di fuoco pacifica, e che sono causati dall'interazione tra due placche tettoniche in una zona di subduzione, generalmente ad una profondità di meno di 50 chilometri.
Dall'anno 333, sono stati registrati una decina di megaterremoti con magnitudo attorno a 9.0 o superiore, l'ultimo dei quali è stato il Terremoto e maremoto del Tōhoku del 2011.